# Ignaz Balthasar Rinck von Baldenstein

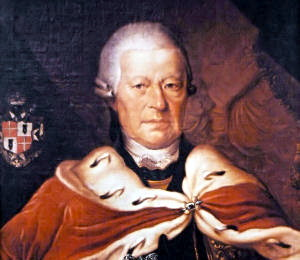
Ignaz Balthasar von Rinck zu Baldenstein

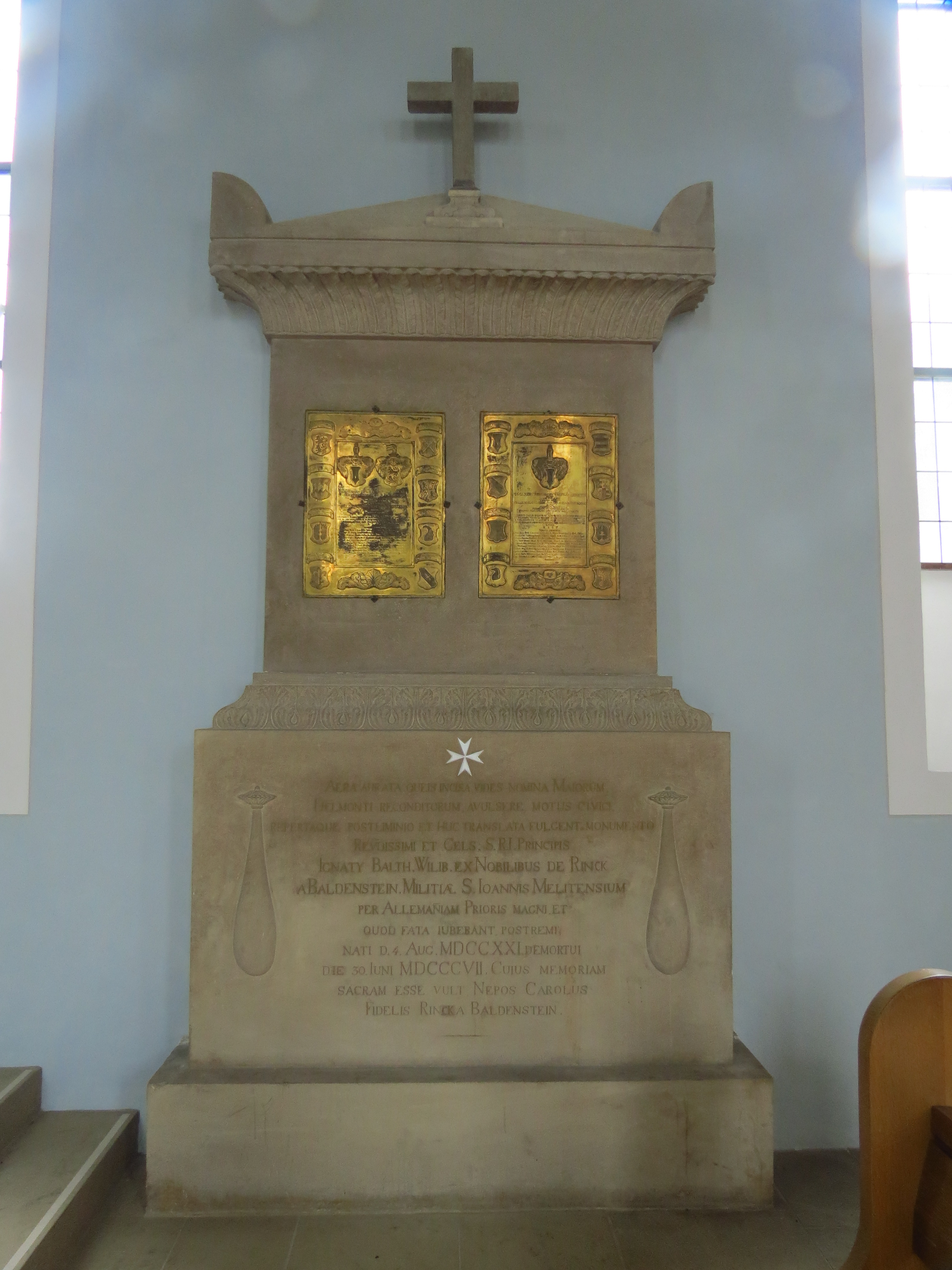
Grabmal des Großpriors Ignaz Balthasar Rinck von Baldenstein in der Bartholomäus-Kirche in Heitersheim

Ignaz Balthasar Willibald Rinck von Baldenstein (* 4. August 1721 in Delsberg; † 30. Juni 1807 in Heitersheim) (auch Ringg von Baldenstein) war letzter Großprior des deutschen Großpriorats der Malteser und Fürst von Heitersheim.

## Leben
Rinck entstammt dem Basler Zweig der Bündner Adelsfamilie Rinck von Baldenstein. Er war der Sohn des fürstbischöflichen Vogts von Saint-Ursanne und späteren Hofrats Josef Wilhelm Rinck von Baldenstein (1672–1752) und dessen Frau Maria Claudia Antonia von Ramschwag, sowie ein Bruder des Basler Fürstbischofs Josef Wilhelm Rinck von Baldenstein.
1734 erfolgte seine Aufschwörung in den Malteserorden und er wurde Page beim Großmeister in Malta. Am 30. Mai 1753 ernannte ihn der Großmeister des Ordens Manuel Pinto de Fonseca zum Komtur der Johanniterkommende Leuggern. Rinck behielt dieses Amt bis 1806.
Von 1778 bis 1785 nahm er im Orden das Amt eines Großbailli wahr. In der Folge wurde er Großprior der zur Deutschen Zunge des Ordens gehörigen Großpriorate Dänemark (1785) und Ungarn (1787). Am 10. Dezember 1796 wurde Rinck zum Großprior des Malteser-Großpriorats Deutschland gewählt, womit er auch Reichsfürst wurde. 
In seiner Amtszeit erlebten der Orden insgesamt und sein Fürstentum Heitersheim enorme Veränderungen. 1801 verlor der Orden seine linksrheinischen Besitzungen an Frankreich. 1803 erhielt er dafür auf dem Papier eine Entschädigung – die Übertragung der Breisgauer Klöster, die allerdings nie erfolgte. Sein Fürstentum wurde nun jedoch ein Reichsstand und erhielt damit den Status um den die Großpriore lange gekämpft hatten. Aber bereits 1806 erfolgte die Mediatisierung. Rinck wurde zum Rücktritt genötigt und sein Fürstentum dem Kurfürstentum Baden einverleibt.
Er durfte das Schloss in Heitersheim auch nach dem Ende der Johanniterherrschaft bis zu seinem Tod am 30. Juli 1807 bewohnen und erhielt vom badischen Staat eine Pension von 20.000 Gulden pro Jahr, womit er Fürstbischöfen etwa gleichgestellt war. Rinck ist in der Pfarrkirche von Heitersheim begraben.

## Ehrungen
Der russische Zar Paul I. verlieh ihm den Alexander-Newski-Orden.